# Hrabstwo Kent (Delaware)

Piramida wieku hrabstwa

Kent – hrabstwo (ang. county) w stanie Delaware w USA. Według danych z 2010 r. Populacja hrabstwa wynosiła 162 310 mieszkańców
Powierzchnia hrabstwa wynosi 2 072 km². Gęstość zaludnienia wynosi 107 osób/km².

## Miejscowości
| - Bowers - Camden - Cheswold - Clayton | - Dover - Farmington - Felton - Frederica | - Hartly - Harrington - Houston - Kenton | - Leipsic - Little Creek - Magnolia - Milford | - Viola - Woodside - Wyoming |

## CDP
- Highland Acres
- Kent Acres
- Rising Sun-Lebanon
- Riverview
- Rodney Village
- Woodside East